# What’s Love? Tour
What’s Love? Tour – czwarta trasa koncertowa amerykańskiej wokalistki Tiny Turner. Ze względu na zestaw utworów, choreografię i wystrój sceny uważana za kontynuację trasy Foreign Affair Tour w Ameryce Północnej. Na trwającą od 6 czerwca 1993 do 22 września 1993 roku trasę składało się 69 koncertów (63 w Ameryce Północnej i 6 w Europie). Nagrany został koncert w San Bernardino, dostępny na VHS pod tytułem „What’s Love? Live”.

## Zespół
- Tina Turner – wokal;
- James Ralston – gitara, wokal pomocniczy;
- John Miles – gitara, wokal pomocniczy;
- Bob Feit – gitara basowa;
- Jack Bruno – perkusja;
- Timmy Capello – perkusja, instrumenty klawiszowe, saksofon, wokal pomocniczy;
- Ollie Marland – instrumenty klawiszowe, wokal pomocniczy;
- Kenny Moore – fortepian, wokal pomocniczy;
- Sharon Owens – chórek;
- Karen Owens – chórek.

## Lista utworów
1. Steamy Windows – wejście: Tina pojawia się na szczycie schodów, po czym schodzi po nich na scenę
2. Typical Male
3. Foreign Affair
4. Undercover Agent For The Blues
5. Private Dancer
6. We Don't Need Another Hero
7. I Can't Stand The Rain
8. Nutbush City Limits
9. Addicted To Love
10. The Best
11. I Don’t Wanna Fight
12. Let’s Stay Together
13. What’s Love Got To Do With It
14. Proud Mary
15. Show Some Respect (tylko Kanada) / What You Get Is What You See (tylko Europa) / Legs (tylko USA)
16. Better Be Good To Me

## Przebieg trasy

### Ameryka PółnocnaI
- 06/06/1993 Lawlor Events Center – Reno
- 08/06/1993 Rose Garden Arena – Portland
- 10/06/1993 GM Place – Vancouver, Kanada
- 12/06/1993 Gorge Amphitheater – George
- 15/06/1993 Pengrowth Saddledome – Calgary
- 16/06/1993 Northlands Coliseum – Edmonton
- 17/06/1993 Saskatchewan Place – Saskatoon
- 18/06/1993 Winnipeg Arena – Winnipeg, Kanada
- 20/06/1993 Target Center – Minneapolis
- 22/06/1993 Kemper Arena – Kansas City
- 24/06/1993 Savvis Center – Saint Louis
- 25/06/1993 Bradley Center – Milwaukee
- 26/06/1993 Conseco Field House – Indianapolis
- 27/06/1993 United Center – Chicago
- 29/06/1993 Riverbend Music Center – Cincinnati
- 30/06/1993 Joe Louis Arena – Detroit
- 01/07/1993 Quicken Loans Arena – Cleveland
- 03/07/1993 ACC – Toronto, Kanada
- 04/07/1993 Bell Center – Montreal, Kanada
- 05/07/1993 Corel Center – Ottawa, Kanada
- 08/07/1993 Mellon Arena – Pittsburgh
- 09/07/1993 Giant Center – Hershey
- 10/07/1993 HSBC Arena – Buffalo
- 12/07/1993 Radio City Music Hall – Nowy Jork
- 13/07/1993 Radio City Music Hall – Nowy Jork
- 14/07/1993 Radio City Music Hall – Nowy Jork
- 16/07/1993 Radio City Music Hall – Nowy Jork
- 17/07/1993 Radio City Music Hall – Nowy Jork
- 19/07/1993 Continental Airlines Arena – East Rutherford
- 20/07/1993 Greatwoods Performing Arts Center – Wantagh
- 23/07/1993 Boardwalk Hall – Atlantic City
- 24/07/1993 Boardwalk Hall – Atlantic City
- 25/07/1993 Stowe Mountain Performing Arts Center – Stowe
- 28/07/1993 Hartford Civic Center – Hartford
- 29/07/1993 Great Woods Performing Arts Center – Mansfield
- 30/07/1993 Portland Expo – Portland
- 31/07/1993 Saratoga Performing Arts Center – Saratoga Springs
- 01/08/1993 Carolina Center – Columbia
- 04/08/1993 Classic Amphitheatre at Strawberry Hill – Richmond
- 05/08/1993 Entertainment Center – Raleigh
- 07/08/1993 Bi Lo Center – Greenville
- 10/08/1993 Philips Arena – Atlanta
- 12/08/1993 Reunion Arena – Dallas
- 13/08/1993 Compaq Center – Houston
- 14/08/1993 Alamo Dome – San Antonio
- 15/08/1993 Alltel Center – Little Rock
- 17/08/1993 Pyramid – Nashville
- 18/08/1993 New Orleans Arena – Nowy Orlean
- 20/08/1993 Orlando Arena – Orlando
- 21/08/1993 St. Pete Times Forum – Tampa
- 22/08/1993 American Airlines Arena – Miami

### Europa
- 27/08/1993 Wiedeń, Austria
- 28/08/1993 Monachium, Niemcy
- 29/08/1993 Wegberg, Niemcy
- 03/09/1993 Bazylea, Szwajcaria
- 04/09/1993 Moguncja, Niemcy
- 05/09/1993 Lüneburg, Niemcy

### Ameryka PółnocnaII
- 10/09/1993 Chronicle Pavilion – Concord
- 11/09/1993 Shoreline Amphitheater – Mountain View
- 12/09/1993 ARCO Arena – Sacramento
- 15/09/1993 Blockbuster Stadium – San Bernardino
- 16/09/1993 Tucson Convention Center – Tucson
- 17/09/1993 America West Arena – Phoenix
- 18/09/1993 MGM Grand Las Vegas – Las Vegas
- 19/09/1993 Greek Theater – Los Angeles
- 20/09/1993 Greek Theater – Los Angeles
- 21/09/1993 Greek Theater – Los Angeles
- 22/09/1993 Greek Theater – Los Angeles
- 23/09/1993 Greek Theater – Los Angeles